# Poezje wschodnie

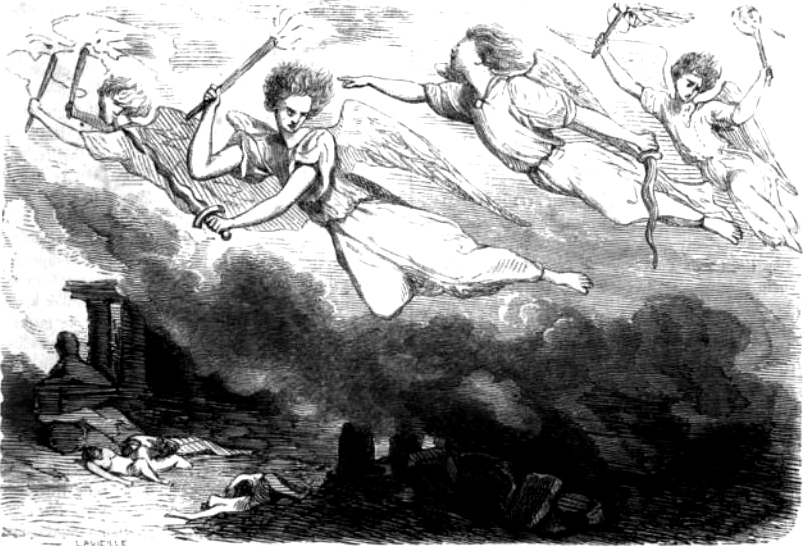
Ilustracja J. Séguina do wydania Poezji wschodnich z 1853–1854

Poezje wschodnie (oryg. fr. Les Orientales) – tom poezji Wiktora Hugo wydany po raz pierwszy w 1829.
Tom należy do wczesnej poezji Hugo (tj. z okresu od podjęcia przez niego aktywności literackiej do wyjazdu z Francji w 1851). Źródłem inspiracji dla jego powstania było zwycięska wojna o niepodległość Grecji, która wywołała wśród artystów zachodnich ogromne zainteresowanie Grecją i Turcją. Poświęcając część utworów heroizmowi Greków, Hugo uległ tym samym tendencji obecnej w kręgach artystów francuskich. Tworząc Poezje wschodnie, autor nie podjął żadnych studiów nad kulturą opisywanych miejsc, nigdy również nie był w Grecji. Opierał się jedynie na swoim wyjeździe do Hiszpanii we wczesnej młodości; krajobraz tego kraju z widocznymi pamiątkami pomuzułmańskimi uznał za reprezentatywny także dla Turcji i okupowanych przez nią ziem. Tym samym jego obraz wschodu jest całkowicie wytworem wyobraźni, powstałym poprzez modyfikację i wyolbrzymianie wspomnień.
Zdaniem Lansona i Tuffrau Poezje wschodnie pozbawione są głębszej i oryginalnej refleksji. O wartości tomu świadczy kunszt formy poetyckiej Hugo oraz potęga jego wyobraźni, tworzącej dynamiczne i intensywne obrazy bohaterskiego i dzikiego Wschodu i jego mieszkańców. Utwory wchodzące w skład tomu dają się wyraźnie podzielić na teksty opisujące wojnę grecko-turecką (m.in. Dziecko, Przegrana bitwa) oraz te ukazujące mityczny turecki Wschód w ogólności (Dżinny, Lazzara, Ogień z nieba, Światło księżyca). W tomie znalazły się również teksty poświęcone Hiszpanii (Grenada) oraz wiersze niezwiązane jednoznacznie z tytułem dzieła (Sara w kąpieli, Zaduma, Mazepa, On).